# Монтесильвано (мини-футбольный клуб)
Монтезильвано (итал. Città di Montesilvano Calcio a 5) — итальянский мини-футбольный клуб, базирующийся в Монтезильвано. Чемпион Италии 2009/10.

## История
Основан в 1984 году. Первый трофей «Монтезильвано» выиграл в 2007 году, обыграв в финале Кубка Италии «Лупаренсе». А в сезоне 2009/10 ему удалось завоевать титул чемпиона Италии, выиграв в трёхматчевом противостоянии клуб «Марка Футзал».
«Монтезильвано» дебютировал в Кубке УЕФА по мини-футболу в сезоне 2010/11. Выйдя в Элитный раунд, итальянцы попали в «группу смерти» с российским «ВИЗ-Синарой»  и азербайджанским «Аразом». Матчи проходили в Екатеринбурге. Вырвав победу у хозяев и сыграв вничью с азербайджанцами, итальянцы опередили их и вышли в Финал Четырёх.
В Финале Четырёх, проходившем в Казахстане, итальянцы вначале разгромили действующего обладателя трофея португальскую «Бенфику», а в финале со счётом 5:2 разгромили другой португальский клуб «Спортинг» и триумфально выиграли трофей. «Монтезильвано» стал первым итальянским клубом, добившимся подобного успеха.

## Достижения клуба
- Обладатель Кубка УЕФА по мини-футболу 2010/11
- Чемпионат Италии по мини-футболу  2009/10
- Кубок Италии по мини-футболу 2007

## Известные игроки текущего состава
- Стефано Маммарелла
- Марсио Форте

## Бывшие известные игроки
- Клейтон Баптистелла